# Walckenaeria cognata
Walckenaeria cognata este o specie de păianjeni din genul Walckenaeria, familia Linyphiidae, descrisă de Holm, 1984.
Este endemică în Tanzania. Conform Catalogue of Life specia Walckenaeria cognata nu are subspecii cunoscute.